# Atletica leggera agli XI Giochi panafricani - Staffetta 4×100 metri maschile
La staffetta 4×100 metri maschile agli XI Giochi panafricani si è svolta il 15 e 16 settembre 2015 allo Stade Municipal de Kintélé di Brazzaville, nella Repubblica del Congo.
La gara è stata vinta dalla Costa d'Avorio, con la prestazione di Christopher Naliali, Hua Wilfried Koffi, Arthur Gué Cissé e Ben Youssef Meité.

## Podio
| Oro     | Costa d'Avorio Christopher Naliali Hua Wilfried Koffi Arthur Gué Cissé Ben Youssef Meité |
| Argento | Namibia Even Tjiviju Hitjivirue Kaanjuka Dantago Gurirab Jesse Urikhob                   |
| Bronzo  | Ghana Daniel Gyasi Solomon Afful Emmanuel Dasor Shepard Agbeko                           |

## Risultati

### Batterie
Qualificazione: i primi 3 di ogni batteria (Q) e i 2 migliori tempi degli esclusi (q) si qualificano in finale.
| Class | Gruppo | Atleta         | Nazione                                                                       | Tempo | Note                                     |
| ----- | ------ | -------------- | ----------------------------------------------------------------------------- | ----- | ---------------------------------------- |
| 1     | 2      | Nigeria        | Odele Tega, Obinna Metu, Divine Oduduru, Ogho Oghene Egwero                   | 38.97 | Q                                        |
| 2     | 2      | Costa d'Avorio | Christopher Naliali, Hua Wilfried Koffi, Ben Youssef Meité, Arthur Gué Cissé  | 39.07 | Q                                        |
| 3     | 2      | Zambia         | Chidamba Hazemba, Brian Kasinda, Titus Kafunda, Sydney Siame                  | 39.31 | Q,                                       |
| 4     | 1      | Namibia        | Even Tjiviju, Hitjivirue Kaanjuka, Dantago Gurirab, Jesse Urikhob             | 39.35 | Q,                                       |
| 5     | 1      | Kenya          | Peter Mwai, Gilbert Otieno Osure, Mark Otieno, Tony Chirchir                  | 39.71 | Q                                        |
| 6     | 2      | Ghana          | Daniel Gyasi, Solomon Afful, Emmanuel Dasor, Shepard Agbeko                   | 39.86 | q                                        |
| 7     | 2      | Botswana       | Yateya Kambepera, Sakaria Kambemka, Leaname Maotoanong, Pako Seribe           | 39.95 | q                                        |
| 8     | 1      | Mauritius      | Julien Miguel Meuniere, Jonathan Permal, Fabrice Coiffic, Jonathan Bardottier | 40.02 | Q                                        |
| 9     | 1      | Gambia         | Abodoulie Assim, Ebrima Camara, Faye Assan, Jammeh Adama                      | 40.09 |                                          |
| 10    | 1      | Rep. del Congo | Gange Etemabeka, Gilles Anthony Afoumba, Dorian Obba, Dorian Celeste Keletela | 40.82 | Miglior prestazione personale stagionale |
| 11    | 2      | Sierra Leone   | Rahman Abdul Tarawally, Bockarie Sesay, Ishmail Kamara, Vivian Williams       | 42.66 |                                          |
| 12    | 1      | Burkina Faso   | Sidiki Ouedraogo, Bienvenu Wendla Sawadogo, Gérard Kobéané, Ziem Esau Somda   | 48.18 |                                          |

### Finale
| Class   | Corsia | Atleta         | Nazione                                                                       | Tempo | Note             |
| ------- | ------ | -------------- | ----------------------------------------------------------------------------- | ----- | ---------------- |
| Oro     | 6      | Costa d'Avorio | Christopher Naliali, Hua Wilfried Koffi, Arthur Gué Cissé, Ben Youssef Meité  | 38.93 |                  |
| Argento | 7      | Namibia        | Even Tjiviju, Hitjivirue Kaanjuka, Dantago Gurirab, Jesse Urikhob             | 39.22 | Record nazionale |
| Bronzo  | 2      | Ghana          | Daniel Gyasi, Solomon Afful, Emmanuel Dasor, Shepard Agbeko                   | 39.78 |                  |
| 4       | 5      | Kenya          | Peter Mwai, Gilbert Otieno Osure, Mark Otieno, Tony Chirchir                  | 39.78 |                  |
| 5       | 3      | Botswana       | Yateya Kambepera, Pako Seribe, Leaname Maotoanong, Sakaria Kambemka           | 39.83 |                  |
| 6       | 8      | Mauritius      | Julien Miguel Meuniere, Jonathan Permal, Fabrice Coiffic, Jonathan Bardottier | 39.98 |                  |
| dq      | 4      | Nigeria        | Odele Tega, Obinna Metu, Ogho Oghene Egwero, Seye Ogunlewe                    | dq    | R170.7           |
| dq      | 9      | Zambia         | Chidamba Hazemba, Brian Kasinda, Titus Kafunda, Sydney Siame                  | dq    | R170.7           |